# Serie Final de la Liga de Béisbol Profesional de la República Dominicana 2015-16
La Serie Final de la Liga de Béisbol Profesional de la República Dominicana 2015-16, se disputó entre el 20 y 26 de enero del 2016, entre los Leones del Escogido y los Tigres del Licey, resultando campeones los Leones en seis juegos.
Esta fue la novena ocasión en la que los "eternos rivales" se enfrentaron en una final, serie que dominan los Tigres 6 a 3. Los bengaleses se coronaron en las temporadas 1951, 1958-59, 1970-71, 1990-91, 1998-99 y 2013-14, mientras que los melenudos se han coronado en las temporadas 1956-57, 1988-89 y esta, 2015-16.
Los Tigres del Licey disputaron su trigésima cuarta serie final  y primera desde la temporada 2013-14; mientras que los Leones del Escogido disputaron su vigésima novena serie final y primera por igual desde la temporada 2013-14.

## Trayectoria hasta la Serie Final
Estos son los resultados de ambos equipos desde el comienzo de la temporada:
| Equipo              | Serie regular         | Round Robin          |
| ------------------- | --------------------- | -------------------- |
| Tigres del Licey    | 29-21 (segundo lugar) | 12-6 (primer lugar)  |
| Leones del Escogido | 25-25 (tercer lugar)  | 10-9 (segundo lugar) |

## Desarrollo

### Juego 1
| Equipo | 1 | 2 | 3 | 4 | 5 | 6 | 7 | 8 | 9 | C | H | E |
| ------ | - | - | - | - | - | - | - | - | - | - | - | - |
| Leones | 0 | 0 | 0 | 0 | 2 | 0 | 0 | 3 | 0 | 5 | 7 | 1 |
| Tigres | 0 | 1 | 0 | 0 | 0 | 0 | 0 | 0 | 0 | 1 | 8 | 3 |

LG: Nick Additon (1-0)  LP: Yunesky Maya (0-1)  
HRs:  LE – Alex Valdez (1)
- Box score

### Juego 2
| Equipo | 1 | 2 | 3 | 4 | 5 | 6 | 7 | 8 | 9 | C | H  | E |
| ------ | - | - | - | - | - | - | - | - | - | - | -- | - |
| Tigres | 0 | 0 | 0 | 0 | 2 | 0 | 1 | 1 | 0 | 4 | 10 | 0 |
| Leones | 2 | 0 | 2 | 0 | 0 | 0 | 0 | 2 | X | 6 | 10 | 1 |

LG: Kelvin Villa (1-0)  LP: Francisco Mendoza (0-1)  SV: Rafael Soriano (1)  
HRs:  TL – Diory Hernández (1)  LE – Lew Ford (1)
- Box score

### Juego 3
| Equipo | 1 | 2 | 3 | 4 | 5 | 6 | 7 | 8 | 9 | C | H  | E |
| ------ | - | - | - | - | - | - | - | - | - | - | -- | - |
| Leones | 0 | 0 | 0 | 0 | 1 | 0 | 0 | 1 | 1 | 3 | 10 | 1 |
| Tigres | 0 | 0 | 1 | 1 | 0 | 0 | 0 | 0 | 0 | 2 | 8  | 0 |

LG: Héctor Galván (1-0)  LP: Jairo Asencio (0-1)  SV: Carlos Fisher (1)  

- Box score

### Juego 4
| Equipo | 1 | 2 | 3 | 4 | 5 | 6 | 7 | 8 | 9 | C | H  | E |
| ------ | - | - | - | - | - | - | - | - | - | - | -- | - |
| Tigres | 0 | 0 | 2 | 0 | 4 | 0 | 0 | 0 | 0 | 6 | 10 | 2 |
| Leones | 1 | 0 | 4 | 0 | 0 | 1 | 0 | 0 | 1 | 7 | 14 | 1 |

LG: Carlos Fisher (1-0)  LP: Frank Francisco (0-1)  
HRs:  LE – Sebastián Valle (1)
- Box score

### Juego 5
| Equipo | 1 | 2 | 3 | 4 | 5 | 6 | 7 | 8 | 9 | C | H  | E |
| ------ | - | - | - | - | - | - | - | - | - | - | -- | - |
| Leones | 0 | 0 | 0 | 0 | 3 | 1 | 0 | 0 | 2 | 6 | 11 | 1 |
| Tigres | 1 | 0 | 3 | 0 | 0 | 0 | 2 | 0 | 1 | 7 | 11 | 1 |

LG: Jairo Asencio (1-1)  LP: Héctor Galván (1-1)  

- Box score

### Juego 6
| Equipo | 1 | 2 | 3 | 4 | 5 | 6 | 7 | 8 | 9 | C | H  | E |
| ------ | - | - | - | - | - | - | - | - | - | - | -- | - |
| Tigres | 1 | 0 | 0 | 2 | 0 | 0 | 0 | 0 | 1 | 4 | 11 | 2 |
| Leones | 0 | 0 | 4 | 0 | 0 | 4 | 0 | 0 | X | 8 | 12 | 0 |

LG: Shawn Hill (1-0)  LP: Yunesky Maya (0-2)  
HRs:  TL – Juan Carlos Pérez (1)
- Box score

### Box score completo
Serie Final de la LIDOM 2015-16 (5-1): Los Leones del Escogido vencen a los Tigres del Licey.
| Equipo              | 1 | 2 | 3  | 4 | 5 | 6 | 7 | 8 | 9 | C  | H  | E |
| ------------------- | - | - | -- | - | - | - | - | - | - | -- | -- | - |
| Leones del Escogido | 3 | 0 | 10 | 0 | 6 | 6 | 0 | 6 | 4 | 35 | 64 | 5 |
| Tigres del Licey    | 2 | 1 | 6  | 3 | 6 | 0 | 3 | 1 | 2 | 24 | 58 | 8 |

HRs:  LE – Alex Valdez (1), Lew Ford (1), Sebastián Valle (1)  TL – Diory Hernández (1), Juan Carlos Pérez (1)